# Paolo Agostini
Paolo Agostini (Vallerano, 1539 - Roma, 1629) fou un compositor i mestre de capella italià.
Fou deixeble de Giovanni Maria Nanino, i dirigí les capelles de música de Santa Maria in Trastevere i de Basílica de San Lorenzo in Damaso, fins que, al deixar la plaça Vincenzo Ugolini, el 1626, va obtenir el nomenament de mestre de capella del Vaticà, on va tenir com alumnes entre d'altres a Giuseppe Giamberti, i en aquesta Biblioteca hi figuren diverses obres d'Agostini manuscrites, a més de les que publicà impreses, com varen ser: 
- dos toms de Salms (1619),
- dos de Magnificat i Antífones, (1620),
- cinc toms de Misses (1624 a 1628).

És molt notable el seu Agnus Dei, compost per a 8 veus.